# Славія (хокейний клуб, Прага)
ХК «Славія» (чеськ. HC Slavia) — хокейний клуб з м. Прага, Чехія. Заснований у 1900 році як «СК Славія», у 1948—1949 роках — «Сокол Славія», у 1949—1953 — «Динамо Славія», у 1953—1965 — «Динамо», 1965—1977 — «Славія», 1977—1993 — «Славія ІПС». Виступає у чемпіонаті Чеської Екстраліги. 
Чемпіон Чехії (2003, 2008), срібний призер (2004, 2006), бронзовий призер (2010). Чемпіон Богемії (1909, 1911, 1912, 1924). Володар Кубка Татр (1929, 1934).
Домашні ігри команда проводить на «O₂ Арені» (17000). Офіційні кольори клубу червоний і білий.
Найсильніші гравці різних років: 
- воротарі: Роман Малек, Лукаш Гронек;
- захисники: Милослав Горжава, А. Яковенко, Петр Кадлець, Ян Новак, Ян Гейда, Франтішек Кучера, Павел Коларжик;
- нападаники: Ян Гавел, Д. Волек, Томаш Власак, Віктор Уйчик, Р. Землічка, Владімір Ружичка, Томаш Кухарчик, Мілан Антош, Міхал Суп, Йозеф Беранек, Їржі Долежал, Даніел Бранда, Владімір Махулда.

До чемпіонського звання клуб привели тренери Владімір Ружичка, Ондржей Вайссманн.